# Tea Gardens-Hawks Nest Bridge
Die Tea Gardens-Hawks Nest Bridge, genannt Singing Bridge (deutsch „singende Brücke“), überspannt den Myall River und verbindet die beiden Siedlungen Tea Gardens und Hawks Nest im Great Lakes Council, New South Wales, Australien. Sie hat ihren Spitznamen von den Summtönen, die die Brücke unter bestimmten Windverhältnissen erzeugt.

## Geschichte
Um 1928 begann ein Fährbetrieb, Passagiere und später auch Fahrzeuge zwischen den beiden Siedlungen am Nordrand von Port Stephens über den Myall River zu transportieren. Zu Ferienzeiten erreichte jedoch die Wartezeit unakzeptable Längen von bis zu sechs Stunden, was den Bedarf für eine Brücke begründete. Die Tea Gardens-Hawks Nest Bridge wurde am 6. April 1974 fertiggestellt und vom Minister für Öffentliche Arbeiten des Bundesstaates New South Wales eröffnet. Die Baukosten für die Brücke betrugen 1,2 Millionen Australische Dollar. Die Brücke wurde unmittelbar stromabwärts der Fährverbindung platziert und ersetzte diese.
Im August 2004 wurden aufgrund fortgeschrittener Delamination und Verrostung umfangreiche Renovierungsmaßnahmen an der Brücke durchgeführt, insbesondere am ersten und letzten Brückenpfeiler sowie an den zugehörigen Balkenköpfen.
Die Brücke ist heute Teil einer Aussichtsstraße (Scenic Route), die vom Pacific Highway ausgeht und über eine Autofähre bei Bombah Point wieder zu ihm zurückführt. Sie ist die einzige permanente Straßenverbindung nicht nur nach Hawks Nest selbst, sondern auch in den südlichen Teil des Myall-Lakes-Nationalparks. Zu Ferienzeiten überqueren bis zu 433 Fahrzeuge pro Stunde und bis zu 8.000 Fahrzeuge am Tag die Brücke (Stand 2006).

## Konstruktion
Die Singing Bridge ist eine Balkenbrücke aus Spannbeton und normalem Stahlbeton mit einer Gesamtlänge von 304,3 Metern. Sie besteht aus insgesamt neun Balken: die sieben inneren Balken besitzen eine Länge von jeweils 35,3 Metern, die beiden äußeren Balken sind je 28,3 Meter lang. Alle acht Brückenpfeiler enden auf Pfeilerinseln im Myall River. Bei Flut beträgt die Durchfahrtshöhe für Schiffe 10,6 Meter.
Die Brücke trägt eine zweispurige Straße mit einer Breite von 7,3 Metern und zwei schmale Gehwege mit einer Breite von jeweils 1,5 Metern. Über jedem Brückenpfeiler sowie zu Beginn und Ende der Brücke sind Straßenlaternen paarweise fest in die Brücke integriert.

## Besonderheiten
Bei starken südwestlichen Winden, die in etwa parallel zur Brücke wehen, entstehen weithin hörbare Summtöne, die dem Bauwerk den Namen Singing Bridge („Singende Brücke“) einbrachten.

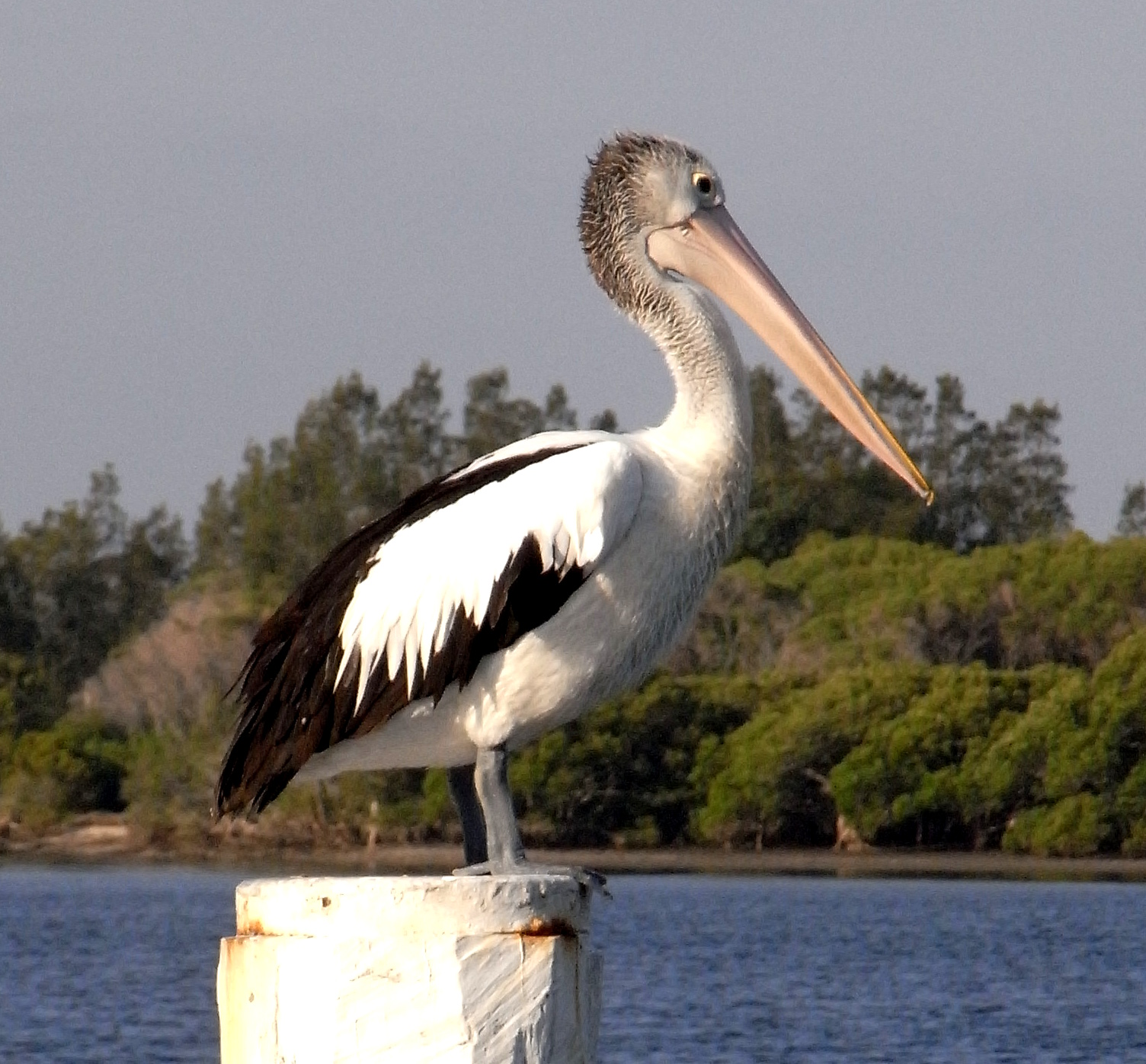
Brillenpelikan im Hafen von Tea Gardens

Einige Jahre lang waren die Brückenlaternen gern genutzter Rast- und Schlafplatz von Brillenpelikanen. Nach vermehrten Beschwerden von Fußgängern und Autofahrern, die Opfer von Vogeldreck geworden waren, wurden 2004 weiche Stacheln auf den Laternen angebracht, die die Pelikane vom Landen abhalten. Eine Petition zur Wiederentfernung der Stacheln von etwa 600 Anwohnern, die sich einer Touristenattraktion beraubt fühlten, wurde vom Great Lakes Council letztendlich abgelehnt. Die Pelikane rasten und schlafen heute in der Nähe der Brücke an den Bootsrampen und im Hafen.
Frühmorgens und spätabends kann man von der Brücke aus eine Gruppe Delfine bei ihrer täglichen Wanderung beobachten. Jeden Morgen verlassen etwa 30 Große Tümmler den natürlichen Hafen und umschwimmen die Yacaaba-Halbinsel, um sich dann in der Tasmansee zu zerstreuen. Abends kehren sie auf dem gleichen Weg wieder zu ihren Schlafplätzen in den Seitenarmen des Myall Rivers zurück.
Nachts wurden außerdem Koalas beim Überqueren der Brücke beobachtet. Am nordöstlichen Ende der Brücke befindet sich die Jean Shaw Koala Reserve, ein Koala-Schutzgebiet, das Teil eines Biotopverbunds mit den Myall Lakes ist. Die Koalapopulation von Tea Gardens und Hawks Nest wird nach dem Threatened Species Protection Act 1995 des Landes New South Wales als gefährdet eingestuft und umfasst heute nur noch elf oder zwölf Individuen.